# Plebulina emigdionis
Plebulina emigdionis is een vlinder uit de familie van de Lycaenidae. De wetenschappelijke naam van de soort is voor het eerst geldig gepubliceerd in 1905 door Grinnell.